# Polygonum shuchengense
Polygonum shuchengense är en slideväxtart som beskrevs av Z.Z.Zhou. Polygonum shuchengense ingår i släktet trampörter, och familjen slideväxter. Inga underarter finns listade i Catalogue of Life.